# NGC 5532
NGC 5532 (ook: NGC 5532A) is een lensvormig sterrenstelsel in het sterrenbeeld Ossenhoeder. Het hemelobject werd op 15 maart 1784 ontdekt door de Duits-Britse astronoom William Herschel.

## Synoniemen
- UGC 9137
- MCG 2-36-62
- ZWG 74.156
- 3C 296
- PGC 51006